# Мелиса Микец
Мелиса Микец (шп. Melissa Mikec; Сан Салвадор, 3. август 1987) је салвадорска стрелкиња, у дисциплинама ваздушна пушка и малокалибарска пушка. Наступа за клуб Фесатиро, а живи у Београду у Србији. Висока је 165 цм и тешка 59 килограма. Активно се такмичи од 2003. године, а највећи успех јој је седмо месту у Гвадлалахари 2011.
Студира на Универзитету др Хосе Матијас Делгадо на факултету за комуникације. Говори течно шпански, енглески и учи српски језик. Удата је за српског стрелца Дамира Микеца.